# Jagdstaffel 3
Jagdstaffel 3 – Königlich Preußische Jagdstaffel Nr. 3 – Jasta 3 – jednostka lotnictwa niemieckiego Luftstreitkräfte z okresu I wojny światowej.

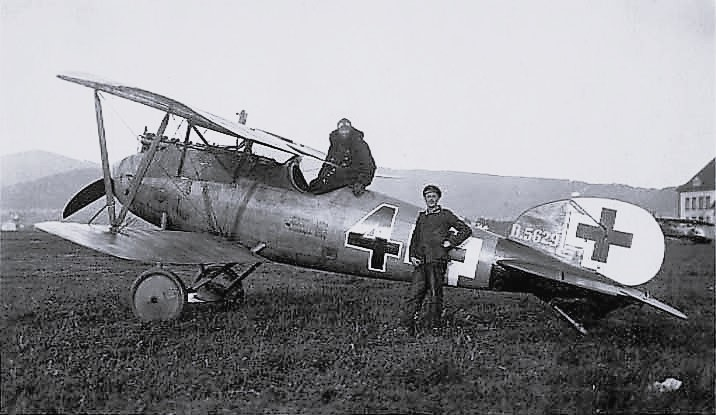
Albatros D.Va (serial D.5629/17)

## Informacje ogólne
Jednostka została utworzona we Fliegerersatz Abteilung Nr. 7 w Brunszwiku w sierpniu 1916 roku jako jedna z pierwszych 12 eskadra w pierwszym etapie reorganizacji lotnictwa niemieckiego. Organizację eskadry powierzono Ewaldowi von Mellenthin, wcześniejszemu dowódcy KEK. Została skierowana na front 1 września 1916 roku. Po jego śmierci dowódcą został Alfred Mohr, który pełnił swe obowiązki do 1 kwietnia 1917 roku, kiedy to sam zginął w walce. Kolejnym dowódcą jednostki został przybyły z Kampfgeshwader 4 Hermann Kohze.
W czasie całej swojej działalności jednostka walczyła na froncie zachodnim głównie we Flandrii na samolotach Albatros D.III i Albatros D.V. Wchodząc na pewien czas do większych formacji taktycznych: najpierw od lipca 1917 roku do Jagdgruppe 15 (Jasta 3, Jagdstaffel 8, Jagdstaffel 26, Jagdstaffel 27) dowodzonej przez kapitana Constantina von Bentheim, a później w styczniu 1918 roku do Jagdgruppe 9 (Jasta 3, Jagdstaffel 28, Jagdstaffel 37).
Pierwsze zwycięstwo piloci eskadry odnieśli w dniu 3 marca 1917 roku.
Jasta 3 w całym okresie wojny odniosła 87 zwycięstw. W okresie od września 1916 do listopada 1918 roku jej straty wynosiły 16 zabitych w walce, 4 zabitych w wypadku, 2 rannych oraz jeden w niewoli.
Łącznie przez jej personel przeszło 8 asów myśliwskich:
Karl Menckhoff (20), Julius Schmidt (14), Georg Schlenker (7), Alfred Mohr (6), Georg Weiner (5), Kurt Wissemann (5), Joachim von Busse (4), Kurt Haber (1).

## Dowódcy Eskadry
| Stopień   | Nazwisko             | Okres                   |
| --------- | -------------------- | ----------------------- |
| Porucznik | Ewald von Mellenthin | 10.08.1916 – 12.09.1916 |
| Porucznik | Alfred Mohr          | 12.09.1916 – 01.04.1917 |
| Porucznik | Hermann Kohze        | 01.04.1917 – 05.09.1918 |
| Porucznik | Georg Weiner         | 05.09.1918 – 11.11.1918 |